# Kepler-385
Kepler-385 è una stella distante circa 4674 anni luce dalla Terra nella costellazione del Cigno, molto simile al Sole.

## Caratteristiche fisiche
Kepler-385 è una nana bianco-gialla quasi gemella del Sole, in quanto ha una temperatura superficiale molto simile a quella solare, è il 5% più massiccia (1,05 M⊙) e ha un diametro del 16% più grande. Invece, in base all'età stimata, risulta più giovane del Sole di circa 1,2 miliardi di anni.

## Sistema planetario
In orbita attorno a Kepler-385 sono stati scoperti e confermati tre pianeti tra il 2014 e il 2020, ma altri quattro pianeti sono candidati, anche se non confermati. Tutti i pianeti, compresi quelli non confermati, sono troppo vicini alla loro stella per essere potenzialmente abitabili.
Prospetto del sistema
| Pianeta | Tipo        | Raggio                | Periodo orb.  | Sem. maggiore | Scoperta |
| ------- | ----------- | --------------------- | ------------- | ------------- | -------- |
| b       | Super Terra | 2,313+0,21 −0,16 r⊕   | 10,043 giorni | 0,097 UA      | 2014     |
| c       | Super Terra | 2,406+0,549 −0,146 r⊕ | 15,162 giorni | 0,127 UA      | 2014     |
| d       | Super Terra | 2,423+0,21 −0,16 r⊕   | 56,416 giorni | 0,302 UA      | 2020     |